# ダヴィデ・スッチ
ダヴィデ・スッチ（Davide Succi, 1981年10月11日 - ）は、イタリア・ボローニャ出身の元サッカー選手。現役時代のポジションはFW。

## 経歴
ACキエーヴォ・ヴェローナに所属（ACミランなどと共同保有）していたが、下部リーグでのレンタル生活が続く。2005年にキエーヴォがスッチの所有権を完全に買い取る。その後ラヴェンナ・カルチョへレンタル移籍し、キエーヴォのセリエB降格を機に完全移籍。
2008-09シーズンはセリエAのUSチッタ・ディ・パレルモへ移籍。パレルモでの一年目は6ゴールとまずまずの活躍を見せたが、二年目以降は出番を失った。2010年1月、地元のクラブであるボローニャFCへレンタル移籍。2010年夏に期限付き移籍したカルチョ・パドヴァでは前半戦だけで15ゴールを挙げ、得点王争いに加わるも1月にアキレス腱を断裂。二度の手術を行い丸一年を棒に振った。翌シーズンもパドヴァへのレンタル移籍を継続し、2012年1月についに復帰。3月には復帰後初ゴールを挙げたが、このシーズンのゴールはこの1つのみで終わった。2012-13シーズンはACチェゼーナに完全移籍。
2015-16シーズン限りでチェゼーナとの契約が満了し退団。2016年8月6日、同郷のマルコ・マテラッツィが監督を務めるISLのチェンナイインFCに加入した。
2018-19シーズンは、カンピオナート・サンマリネーゼのSPラ・フィオリタでプレーした。

## タイトル
ミラン
- トルネオ・ディ・ヴィアレッジョ : 1999

ラヴェンナ
- セリエC1 : 2006-07